# Atze Sytsma
Atze Sytsma (Ried, 1895 - Harlingen, 1988) was een Nederlandse vioolbouwer.
Zijn loopbaan als vioolbouwer is bijzonder omdat hij, zonder daarvoor een opleiding te hebben gevolgd, honderden instrumenten gebouwd en verkocht heeft.

## Biografie

### Vroege jaren
Geboren in het Friese dorpje Ried in een landarbeidersgezin ging hij als jongen bij de dorpstimmerman in de leer. Toen een timmermansmaat, overigens zonder veel succes, een viool maakte raakte hij al gefascineerd door de klank en door de volmaakte vorm.
Al op vijftienjarige leeftijd ging hij met een vriend naar het westen van het land. Hij werkte in de bouw in Alkmaar, Amsterdam, Purmerend, 's-Graveland en Utrecht (o.a. de Kromhoutkazerne). Zijn nieuwsgierigheid naar klassieke muziek bracht hem toen ook naar het Concertgebouw (Amsterdam). In verband met de mobilisatie tijdens de Eerste Wereldoorlog vervulde hij vervolgens maar liefst 3½ jaar lang zijn militaire dienstplicht. Terug in Friesland, vestigde hij zich eerst in Ried, vervolgens in Franeker en in 1924 in Harlingen. Daar werd hij stadstimmerman bij de gemeente, later uitvoerder. Uiteindelijk werd hij chef van de werkplaats van de gemeentewerken. Als bestuurder van de plaatselijke afdeling deed hij veel werk voor de vakbond.

### Werk als vioolbouwer
Zijn zoon Jan bespeelde een viool, gekregen van familie. Toen ook dochter Gerry voor dat instrument belangstelling kreeg, maakte Sytsma in 1931 voor haar zijn eerste viool. Voordien had hij al aan bestaande instrumenten geknutseld. Maar met het maken van dit instrument, hoe onvolkomen ook, kreeg hij echt de smaak te pakken. Het schuurtje achter zijn huis werd zijn werkplaats en hij maakte het typische vioolbouwersgereedschap zelf. Hij bestudeerde boeken over vioolbouw, ging experimenteren, bezocht de collectie muziekinstrumenten van het Haags Gemeentemuseum en maakte daar kennis met de vioolbouwer Jozeph Vedral. Cursussen (o.a. Bouwkunde) gaven hem kennis van wiskunde en mechanica. Daarmee raakte hij ook vertrouwd met de invloeden van de spanningen op de klank van de instrumenten. De bekende Friese cellist Klaas Kueter kwam wekelijks op bezoek. Hij bespeelde de instrumenten, gaf zijn commentaar en was daarmee een belangrijke stimulator.
Sytsma kreeg ook historische instrumenten ter reparatie aangeboden, wat hem inspireerde tot het maken van enkele quintons, een viola d'amore en twee viole da gamba. Maar hij maakte vooral violen (uiteindelijk zo'n 300 in totaal), altviolen en celli. Al gauw ontstond er ruime belangstelling voor. Ze werden vooral in het noorden van het land verkocht, maar ook daarbuiten.
Omdat hij financieel niet van het vioolbouwen afhankelijk was, kon Atze Sytsma experimenteren en zijn bestand aan instrumenten aanvullen. Belangstellenden hadden daarmee een ruime keus. Met één opdracht was hij zeer ingenomen: begin jaren zeventig bouwde hij een cello voor Tibor de Machula, solo-cellist van het Concertgebouworkest. In de oorlogsjaren had hij al een altviool aan Klaas Boon, de latere solo-altist van datzelfde orkest, verkocht.
Naast dit alles heeft hij enkele friese staartklokken gemaakt, inclusief de koperen radertjes van het uurwerk. Maar zijn hart lag bij de strijkinstrumenten. De uitdaging steeds weer iets mooiers te maken, gaf hem tot voorbij zijn negentigste levensjaar de voldoening van het vioolbouwen.

### Publicaties
In de jaren dertig verschenen talloze artikelen en interviews over zijn werk. Daarin werd verhaald over de timmerman en opzichter die in de avonduren en weekeinden in zijn schuurtje de mooiste instrumenten maakte en daarover op een bescheiden wijze kon vertellen. Als het over het z.g. lakgeheim ging, toonde hij zijn nuchterheid. De mooie klank van oude Italiaanse violen zou, dacht men vaak, door een bijzondere lak komen. Sytsma zei daarover: "Je kunt een goede viool wel met slechte lak bederven, maar een slechte viool met goede lak niet goed krijgen".
Sytsma schreef in 1939 een boekje 'De viool en haar onderhoud' (uitg. Flevo, Harlingen) met een voorwoord van E. Clemens Schröner. Een tweede druk verscheen korte tijd later. In die tijd maakte ing. P. Suir een film, 'De kunst van het vioolbouwen', waarin Atze Sytsma wordt gevolgd als hij stap voor stap een viool bouwt; vanaf het zagen van het ruwe hout tot en met het aflakken en het laten drogen aan de waslijn in de achtertuin. In het maandblad Mens en Melodie publiceerde Sytsma in 1948 een artikel waarin hij het verloop van de spanningen in de klankkast door de snaardruk beschreef, en de effecten die ze op de klankkwaliteit hadden. In 1958 kwam hij in datzelfde tijdschrift er met nieuw opgedane ervaringen op terug.
In 2011 werd door Piter Tjeerdsma voor Omrop Fryslân een documentaire over Atze Sytsma en zijn instrumenten gemaakt waarvoor de film van Suir de basis vormde.